# Васильев, Генрих Николаевич
Ге́нрих Никола́евич Васи́льев (14 марта 1931, Муром — 1 июля 1970, Ленинград) — советский художник, живописец-монументалист, график, мастер декоративно-прикладного искусства, член Ленинградского отделения Союза художников РСФСР.

## Биография
Родился 14 марта 1931 года в Муроме. В 1950 году поступил в Ленинградское высшее художественно-промышленное училище имени В. И. Мухиной, отделение монументальной живописи которого окончил в 1957 году. После окончания учёбы жил и работал в Ленинграде. Участвовал в выставках с 1958 года. Принимал участие в оформлении советского павильона на Всемирной выставке 1958 года в Брюсселе. Участвовал в разработке решения оформления станции «Петроградская» Ленинградского метрополитена — декоративное панно. В 1963 выполнил роспись для кафе «Белые ночи» в Ленинграде. Г. Н. Васильевым создавались также рисунки для тканей, эскизы росписи керамики. Работал в промышленной графике. Для фирмы «Мелодия» выполнил оформление конвертов и коробок к пластинкам с записями опер: Д. Россини «Итальянка в Алжире», С. Монюшко «Галька», П. И. Чайковского «Чародейка», «Орлеанская дева» и другим. Член Ленинградского отделения Союза художников РСФСР.
Скончался 1 июля 1970 года в Ленинграде.

## Творчество

### Промышленная графика
Искусствовед А. П. Павлинская так характеризует творческую манеру художника в его прочтении образов музыкальных произведений, которые он оформлял для изданий Ленинградского завода фирмы грамзаписи «Мелодия». Следует напомнить, это отмечает и А. П. Павлинская в своём труде, — в ту пору большой смелостью представало свободное, нефигуративное решение темы, — мера условности и субъективное видение автора, — после более чем трёх десятилетий идеологического ценза. Генрих Васильев был в числе первых, кто в произведениях, даже, казалось бы, второстепенных по отношению к основной линии развития изобразительного искусства, его станковых жанров — в промышленной и книжной, — прикладной графике, в своих произведениях руководствовался принципами свободы самовыражения, содержательности, в лучших её традициях, но обращаясь и к средствам нового художественного языка.

Опера А. Бородина
Князь Игорь
Коробка гп (а) 1958

Опера А. Бородина
«Князь Игорь»
Коробка гп (б) 1958

Н. Римский-Корсаков
«Снегурочка»
Коробка гп. 1959

Опера Д. Россини
«Итальянка в Алжире»
Коробка гп. 1960

Как известно, упаковка виниловых дисков, благодаря своему большому формату (LP), в то время явилась отличным полем деятельности для занимавшихся прикладной графикой: тематическое разнообразие, камерность доступных и уместных приемов, одновременно с тем, потребность сделать конверты и коробки эффектными, привлекательными для покупателя — рекламная сторона этой формы графического искусства. В то же время она, эта форма, позволяла сочетать в себе особенности книжной и станковой графики. Свойства первой (литературного компонента) и потребность выразить всё многообразие музыкальных произведений различных направлений и жанров, русских и европейских классических опер, джаза, возможность обращения к театральной тематике, допустимость использования содержательно многопланового материала — от гравюры до включения репродуцирования монументальных произведений. Это новая линия развития графического искусства позволяла художнику через манеру, свойственное его индивидуальности, выражать характерную образную специфику оперных произведений, тон мировоззренческой, стилистической и концептуальной творческой направленности композиторов и музыкальных жанров. Первоначально для граммофонных пластинок выпускались безликие стандартные конверты… Приход молодых ленинградских художников, коренным образом изменил положение дел в этой области промграфики; она предоставила им, как уже сказано выше, возможности для раскрытия собственного потенциала, но и поле для серьёзного творческого исследования, эксперимента. Одним из лидеров в этом начинании был Генрих Васильев. Хорошее владение многими техниками, блестящее знание истории искусства и литературы нашли здесь очень удачное применение, сказались на его произведениях.
В одном случае художник формирует композицию, дополняя образ главного героя характерными сюжетными деталями оперы, уместной ассоциативной символикой: прямоугольник фотопортрета актёра в роли Сусанина строго и цельно вписан в плоскость конверта, покрытую лаконичным, тонким рисунком сплетающихся берёзовых стволов. Настроение и основная содержательная тенденция оперы, её эмоциональный строй символизированы белым — снежного простора и трепещущим пурпурно-лиловым — зари, дополнительным — фотографии. В то же время критик отмечает: «Конверт несёт в себе хорошую рекламность, но сама тема в её графическом решении слишком современна, и это снижает значимость образа».
Композиция коробки, призванная иллюстрировать оперу «Князь Игорь» только формально повторяет рассмотренный принцип — «главный герой и детали». Сочетание канонически иконописного лика князя, органично связанного с гаммой багрового света солнечного затмения и аксессуарами оборота упаковки — доспехами на пламенном фоне: торжественно-грозными бликами на тревожно зыблющихся приглушённого тона пиках, мечах, протазанах, рисунках орнаментов щитов — всё это экспрессивно, немногословно, но очень точно транслирует и дух эпохи, и эпическое настроение произведения Бородина.
В оформлении коробки для оперы Н. А. Римского-Корсакова «Снегурочка» Г. Н. Васильев не изменяет своей манере — лаконичная символика, ёмкие, хорошо соответствующие теме музыкального произведения образы. «Лёгкий прозрачный занавес, затканный белыми снежинками, напоминает зрителю о сцене и о зимних мотивах оперы-сказки. Он будто раздвинулся, унося с собой зиму, а за ним открылась яркая, красочная весна. Сказочная Берендеевка, как маленький островок, плывёт в голубом весеннем просторе. А на другой стороне коробки — огорчённый судьбой Снегурочки бог Ярило озаряет цветущую землю. Такая свободная трактовка содержания требует условности художественной формы, которая преображает реальные вещи в символы и позволяет небольшим, лаконичным рисунком передать в доступных рекламе пределах глубокий замысел оперы».
Совершенно по другому решена композиция к опере Д. Россини «Итальянка в Алжире». Здесь художник словно располагает зрителя в зале театра непосредственно в момент прослушивания оперы. Яркий, тревожный фон акварели средиземноморского неба, залитые африканским солнцем подмостки-пристань, украшенные резьбами корма и борта бригантины, орнамент кованного флагштока, перекликающиеся и организующие пространство динамичные контуры парусов, теней, кормовых сооружений, смелый, неожиданный поворот и расположение одалиски, чья изящная фигурка, вместе с не менее изящными — Изабеллой и одинокой фигуркой одураченного Мустафы, очень театральна. Эти составляющие порождают одновременно свежую и жаркую, наполненную воздухом атмосферу, хорошо соответствующую духу оперы, мастерски, но современными средствами погружают в очарование романтического сюжета. Вместо подписи в правом нижнем углу Генрих поместил автопортрет в образе Линдора.

### Смерть
Генрих Васильев ушёл из жизни в расцвете своего творчества. Он был полон сил и замыслов, но этот яркий, ищущий художник вынужден был соразмерять потребности своего таланта с установками идеологически корректных «проводников», которые были способны предложить ему лишь «укрощающий» компромисс в качестве гаранта обладания мастерскими, преуспеяния, некоторого послабления в оценке его самобытности.
Ким Славин, талантливый живописец его ближайшего круга, пишет в своём дневнике, потрясённый гибелью Генриха Васильева — 1 июля 1970 года: «Одарённый, физически могучий, красивый. Мудрый и непосредственно-простодушный. 39 лет… Сердце отказалось поддерживать его смятенную и бесшабашную душу… Умненькие и осторожные приспособленцы не поймут его трагедии. Трагедии таланта, со всего маху ударившегося… о страшную несокрушимую стену сплоченных и спрессованных в монолит подлецов».
4 июля 1970 года Генрих Васильев был отпет в Князь-Владимирском соборе. Похоронен на Паргаловском кладбище.

## Избранные работы

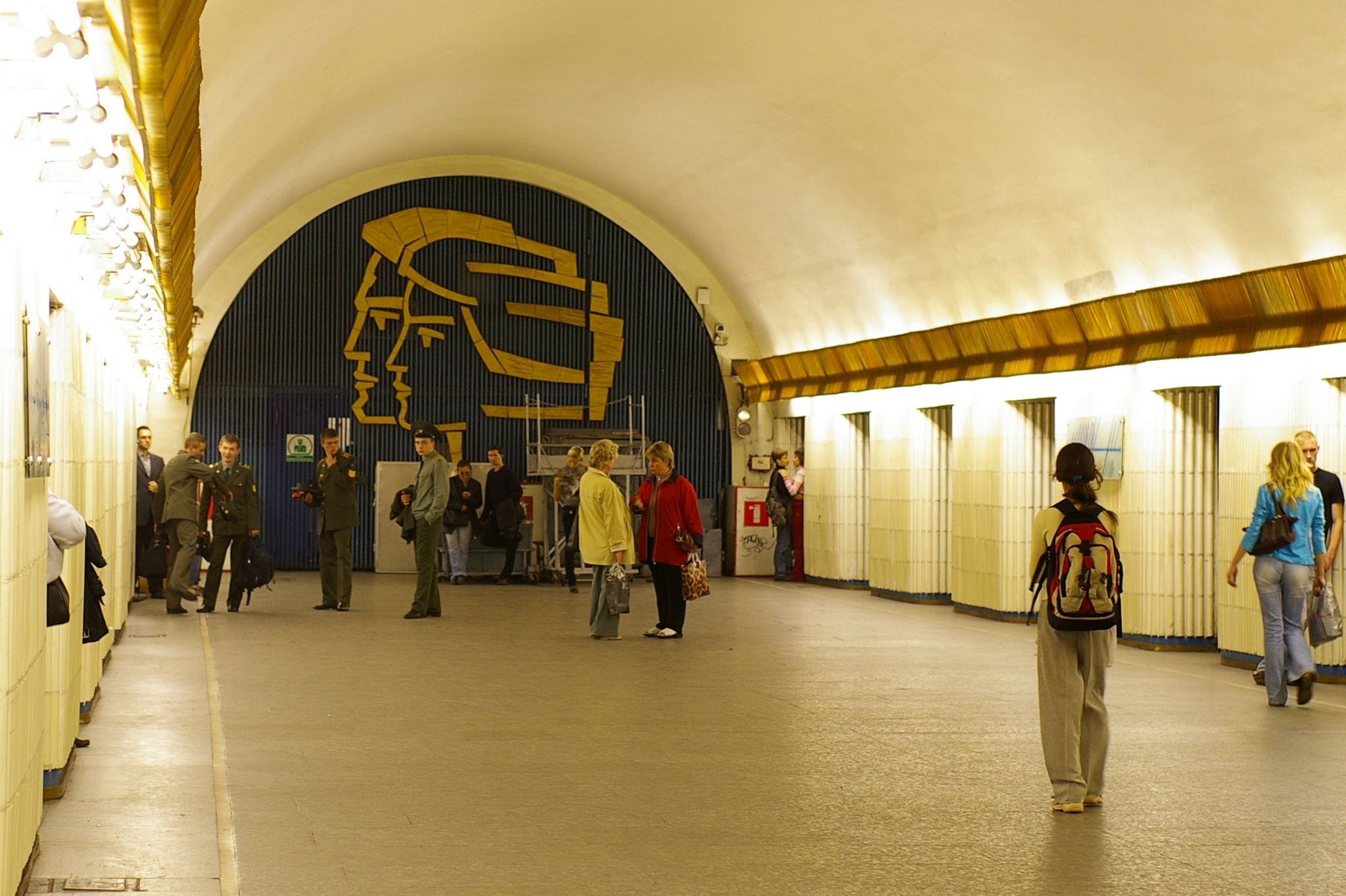
Интерьер станции метро «Петроградская». 1962.